# Godzilla Minus One
Godzilla Minus One (Nhật: ゴジラ-1.0 Hepburn: Gojira Mainasu Wan) là một bộ phim điện ảnh sử thi lấy đề tài quái vật ra mắt năm 2023 của Nhật Bản, do Yamazaki Takashi đạo diễn, biên kịch kiêm xử lý phần hiệu ứng hình ảnh, đồng thời được Toho Studios, Robot Communications sản xuất và phân phối bởi Toho. Đây là phần phim thứ 37 trong loạt Godzilla, tác phẩm điện ảnh Godzilla thứ 33 của nhà Toho, đồng thời cũng là bộ phim thứ năm trong Thời kỳ Lệnh Hòa thuộc chuỗi phim về quái vật này. Với sự tham gia diễn xuất của Kamiki Ryunosuke, Hamabe Minami, Yamada Yuki, Aoki Munetaka, Yoshioka Hidetaka, Ando Sakura cùng Sasaki Kuranosuke, tác phẩm xoay quanh cuộc đối đầu của người dân Nhật Bản thời kỳ hậu chiến với mối đe dọa khổng lồ mang tên Godzilla – thứ biến quốc gia này đang trong tình trạng mất hết tất cả trở về con số âm.
Sau khi ra mắt bộ phim The Great War of Archimedes vào năm 2019, đạo diễn Yamazaki đã được chỉ định để thực hiện một tác phẩm điện ảnh về Godzilla. Ngay sau đó, ông bèn dành ra ba năm để chắp bút phần kịch bản, vốn chịu ảnh hưởng từ Godzilla (1954), Hàm cá mập (1975), những tác phẩm do Miyazaki Hayao đạo diễn, Godzilla, Mothra and King Ghidorah (2001) và Shin Godzilla (2016). Ngoài ra, Yamazaki cũng từng phụ trách một số dự án về kaiju khổng lồ này, đơn cử như bộ phim Always Zoku Sanchōme no Yūhi (2007) cùng điểm tham quan quái vật tại công viên giải trí Seibu-en năm 2021. Vào tháng 2 năm 2022, công ty Robot thông báo rằng đạo diễn Yamazaki sẽ sớm xúc tiến quá trình chỉ đạo một bộ phim lấy đề tài kaiju. Quá trình ghi hình của Godzilla Minus One chủ yếu diễn ra ở hai vùng Kantō và Chūbu từ tháng 3 đến tháng 6 năm 2022, sau đó xưởng phim Shirogumi giữ vai trò xử lý khâu hiệu ứng hình ảnh tại studio thuộc địa phận thành phố Chōfu từ tháng 4 năm 2022 đến tháng 5 năm 2023.
Godzilla Minus One ra mắt lần đầu tại Tòa nhà Shinjuku Toho vào ngày 18 tháng 10 năm 2023 và được phát hành tại Nhật Bản vào ngày 3 tháng 11, nhân dịp kỷ niệm 70 năm ra đời của thương hiệu. Công ty con Toho International của Toho sau đó cũng phân phối bộ phim ở thị trường Bắc Mỹ vào ngày 1 tháng 12. Tác phẩm đã thu về hơn 100 triệu USD trên toàn thế giới so với kinh phí chỉ vỏn vẹn ở mức 10–15 triệu USD, đồng thời thiết lập nên một số cột mốc quan trọng, trong đó gồm cả việc vượt qua Shin Godzilla để trở thành phim điện ảnh của Nhật Bản về Godzilla thành công nhất mọi thời đại. Các nhà phê bình phương Tây đã dành nhiều lời khen ngợi cho phần hiệu ứng hình ảnh, lối chỉ đạo, cốt truyện, nhân vật, nhạc phim và tính hiện thực, ngoài ra còn so sánh tác phẩm một cách tích cực với những bộ phim gần đây của Hollywood. Godzilla Minus One cũng gặt hái được rất nhiều thành tích tại các lễ trao giải, bao gồm ba tượng vàng từ Hiệp hội phê bình phim Seattle, dẫn đầu 12 đề cử tại giải Viện Hàn lâm Nhật Bản lần thứ 47, cũng như vinh dự được xướng tên ở hạng mục Hiệu ứng hình ảnh xuất sắc nhất tại giải Oscar lần thứ 96, qua đó trở thành bộ phim về Godzilla đầu tiên nhận được đề cử và giành chiến thắng ở hạng mục đó. Một phiên bản đen trắng đặc biệt mang tên Godzilla Minus One/Minus Color đã ra mắt tại Nhật Bản vào ngày 12 tháng 1 năm 2024, trong khi Toho International thì dự kiến phát hành tác phẩm tại Mỹ vào ngày 26 tháng 1.

## Nội dung
Vào năm 1945, khi Chiến tranh thế giới lần hai sắp sửa bước vào hồi kết, phi công kamikaze Shikishima Kōichi đã hạ cánh chiếc Mitsubishi A6M Zero của mình xuống căn cứ Nhật Bản đóng trên đảo Odo. Thợ máy trưởng Tachibana nghi ngờ rằng Shikishima đã trốn tránh nhiệm vụ vì tổ quốc quyết sinh bằng cách giả vờ như thể chiến đấu cơ của anh đang gặp trục trặc. Đêm hôm đó, một sinh vật to lớn giống khủng long tên Godzilla đã tấn công khu đồn trú và sát hại rất nhiều người. Trong cơn nguy khốn, Shikishima bỗng nhiên tê cóng đến nỗi không thể bắn con quái vật từ máy bay của mình rồi bị đánh bất tỉnh. Tachibana, người duy nhất sống sót sau cuộc tàn sát, vô cùng phẫn nộ và trách cứ Shikishima vì đã không hành động nên dẫn đến kết cục bi thương cho tất cả đồng đội trên đảo.
Shikishima trở về nhà và nhận ra rằng cha mẹ mình đã thiệt mạng trong vụ oanh tạc ở Tokyo. Do bị giằng xé bởi cảm giác tội lỗi của người sống sót, Shikishima quyết định làm công việc quét mìn và cưu mang một người phụ nữ tên Ōishi Noriko cùng đứa bé mồ côi Akiko, cả hai đều có người thân qua đời vì bom đạn. Trong khi đó, những vụ thử hạt nhân của Mỹ tại Đảo san hô vòng Bikini đã khiến Godzilla bị đột biến và trở nên mạnh mẽ hơn, đồng thời nó còn tiêu diệt một số tàu chiến của quốc gia này trước khi tiến tới Nhật Bản. Do căng thẳng với Liên Xô, Mỹ không thể đưa ra bất kỳ sự viện trợ nào với những tàu Hải quân Đế quốc Nhật Bản đã ngừng hoạt động được Tướng Douglas MacArthur phê chuẩn. Mặc khác, chính phủ Nhật cũng lo ngại về việc sẽ gây ra hoảng loạn trên diện rộng nên quyết định không thông báo cho dân chúng về mối đe dọa này.
Tháng 5 năm 1947, Shikishima cùng đội tàu quét mìn của anh được giao nhiệm vụ ngăn chặn Godzilla tiếp cận Nhật Bản. Họ thả một quả mìn vào miệng Godzilla, kích nổ nó và gây ra thiệt hại đáng kể, thế nhưng mọi thứ đều trở thành công cốc khi con quái vật nhanh chóng hồi phục vết thương. Tàu tuần dương hạng nặng Takao bất ngờ xuất hiện và giao chiến với Godzilla, nhưng cũng không thoát khỏi kết cục bi thảm sau khi lãnh nguyên luồng tia nhiệt phóng ra từ miệng nó. Shikishima trở về Tokyo rồi kể cho nghe Noriko toàn bộ mọi chuyện về mình, cũng như cuộc gặp gỡ của anh với con quái vật ấy. Vài ngày sau, Godzilla xuất hiện tại Nhật Bản và tấn công quận Ginza – nơi Noriko làm việc. Cô sống sót thần kỳ sau cuộc tấn công đầu tiên và đoàn tụ với Shikishima giữa dòng người hoảng loạn. Do bị khiêu khích bởi hỏa lực của xe tăng, Godzilla liền quyết định sử dụng tia nhiệt và quét sạch gần như toàn bộ khu vực, dẫn đến cái chết của hàng chục nghìn người. Trước tình thế ấy, Noriko đã kịp đẩy Shikishima vào con hẻm trước khi bị thổi bay theo làn sóng xung kích đến từ vụ nổ. Đau buồn vì mất mát, Shikishima thề rằng sẽ trả thù cho người mình yêu thương.
Thất vọng vì sự bàng quan của chính phủ, một thành viên thuộc đội tàu quét mìn kiêm cựu kỹ sư hải quân tên Noda Kenji đã lập ra kế hoạch tiêu diệt Godzilla bằng cách dụ con quái vật đến Vịnh Sagami trước khi bao vây nó bằng những xi-lanh Freon rồi làm vỡ chúng, từ đó giảm đi sức nổi của nước và nhấn chìm Godzilla, khiến cho áp lực nước đè bẹp nó trước khi cơ thể kịp thích nghi. Nếu kế hoạch thất bại, những túi phao lớn sẽ được thổi phồng bên dưới Godzilla để kéo con quái thú quay trở lại mặt nước với hy vọng sẽ làm nó tắt thở do áp suất giảm đột ngột. Để thực hiện kế hoạch của mình, Noda cho tuyển dụng những cựu binh hải quân làm thủy thủ đoàn trên các tàu khu trục IJN đã được giải giáp vũ khí. Trong khi đó, Shikishima lại chiêu mộ Tachibana để sửa chữa chiếc máy bay chiến đấu Kyushu J7W Shinden bị bỏ xó suốt nhiều năm trời. Anh dự định sẽ kết liễu Godzilla bằng cách phi thẳng máy bay vào miệng nó rồi kích hoạt khối thuốc nổ được quấn trên thân. Trước khi rời đi, anh cũng không quên gửi gắm cô bé Akiko cho người hàng xóm Sumiko chăm sóc.
Godzilla xuất hiện trở lại và bị Shikishima dụ vào cái bẫy do hai tàu khu trục giăng ra. Nó sống sót sau cú chìm đầu tiên và nhai đứt dây cáp trước khi bị kéo trở lại. Với sự trợ giúp của một đội tàu kéo, mọi người đã thành công lôi Godzilla lên khỏi mặt nước. Tức giận trước điều đó, con quái vật quyết định sử dụng tia nhiệt để tiêu diệt toàn bộ hạm đội kẻ thù, thế nhưng Shikishima đã kịp thời xuất hiện rồi lao thẳng máy bay vào miệng nó khiến cho phần đầu nổ tung, sau đó nguồn năng lượng của tia nhiệt cũng xé toạt toàn bộ cơ thể con ác thú. Tất cả mọi người đều hò reo ăn mừng khi biết rằng Shikishima đã kịp kích hoạt bệ phóng nhảy dù và hạ cánh đến nơi an toàn, đồng thời vị cựu phi công còn nhớ lại lời khuyên của Tachibana, rằng anh hãy buông bỏ mặc cảm đè nặng trên vai và chọn cách sống tiếp phần đời còn lại.
Sau khi biết tin Noriki vẫn còn sống, Shikishima ngay lập tức chạy đến một bệnh viện, nhìn thấy cô đang nằm trên giường bệnh và hai người cùng nhau đoàn tụ với những giọt nước mắt hạnh phúc. Tuy vậy, cuộc chiến vẫn chưa kết thúc, bởi Godzilla đã bắt đầu quá trình tái sinh từ một tảng thịt đang dần chìm xuống đáy đại dương sâu thẳm.

## Diễn viên
- Kamiki Ryunosuke vai Shikishima Kōichi, cựu phi công kamikaze
- Hamabe Minami vai Ōishi Noriko, bạn đời của Shikishima
- Yamada Yuki vai Mizushima Shirō, một thủy thủ trẻ trên tàu Shinsei Maru
- Aoki Munetaka vai Tachibana Sōsaku, cựu kỹ thuật viên thuộc Không lực Hải quân Đế quốc Nhật Bản
- Yoshioka Hidetaka vai Noda Kenji, cựu kỹ sư vũ khí của Hải quân
- Ando Sakura vai Ōta Sumiko, hàng xóm của Shikishima
- Sasaki Kuranosuke vai Akitsu Yōji, thuyền trưởng tàu Shinsei Maru
- Nagatani Sae vai Akiko, con gái nuôi của Ōishi và Shikishima
- Mio Tanaka [ja] vai Hotta Tatsuo, thuyền trưởng tàu khu trụcYukikaze
- Yuya Endo vai Tadamasa Saitō

Danh sách diễn viên được lấy từ Kinema Junpo.

## Sản xuất

### Phát triển
Vào năm 2016, Toho Co., Ltd. đã phát hành một phần phim khởi động lại của chuỗi phim về quái vật Godzilla mang tên Shin Godzilla. Tác phẩm vô cùng thành công về cả mặt thương mại lẫn nghệ thuật, qua đó thúc đẩy đạo diễn Anno Hideaki cho ra mắt hai bộ phim tokusatsu khởi động lại khác gồm Shin Ultraman (2022) và Shin Kamen Rider (2023). Theo nhà sản xuất Yamada Kenji của Godzilla Minus One, Toho đã lên kế hoạch thực hiện một số phim điện ảnh Godzilla người đóng theo sau thành công của Shin Godzilla, tuy nhiên tất cả đều bị hủy bỏ vì họ cảm thấy chúng không xứng đáng với danh xưng "tác phẩm nối tiếp". Vào năm 2017, đồng đạo diễn Higuchi Shinji của Shin Godzilla đã tuyên bố tại hội nghị người hâm mộ G-Fest ở Hoa Kỳ rằng Toho sẽ không thực hiện bất kỳ bộ phim nào về Godzilla cho đến năm 2020, lý do là vì thỏa thuận của Toho với Legendary Pictures – hãng phim đang xây dựng thương hiệu Godzilla riêng – đã cấm họ phát hành những bộ phim lấy đề tài Godzilla cùng năm với Legendary. Năm 2018, giám đốc điều hành Toho Ota Keiji thông báo rằng Shin Godzilla sẽ không có bất kỳ phần phim nối tiếp nào, đồng thời bày tỏ sự quan tâm đến một vũ trụ Godzilla chung, tương tự như Vũ trụ Điện ảnh Marvel.

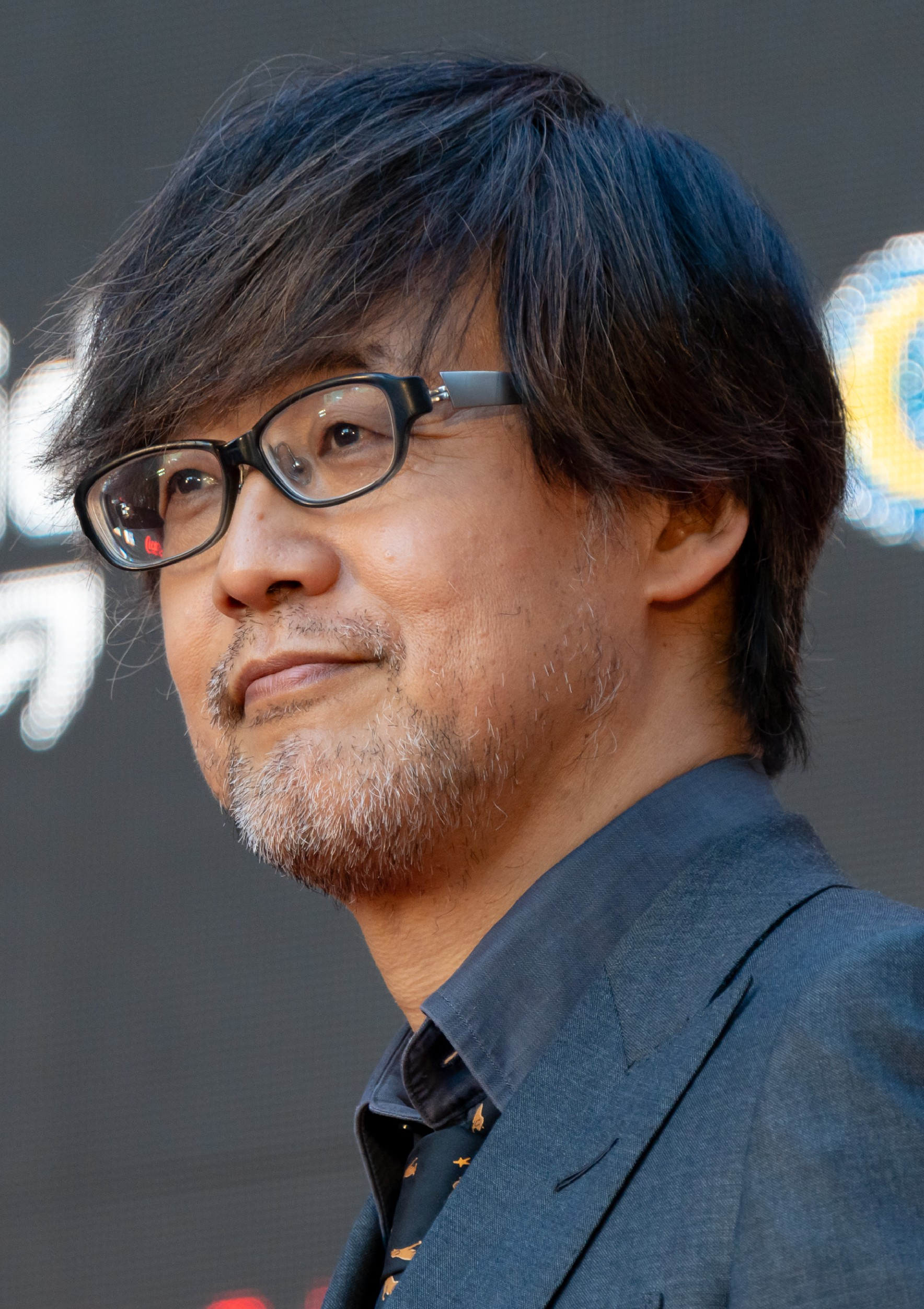
Yamazaki Takashi, đạo diễn, biên kịch kiêm giám sát hiệu ứng hình ảnh của Godzilla Minus One

Năm 2019, Toho cho thành lập bộ phận "Godzilla Room" chuyên hoạch định phát triển những dự án Godzilla mới. Sau khi phát hành bộ phim The Great War of Archimedes trong cùng năm đó, nhà sản xuất Ichikawa Minami đã chỉ định đạo diễn nổi tiếng Yamazaki Takashi thực hiện một tác phẩm về Godzilla. Ông bắt đầu chuẩn bị cho dự án và định dành ra một năm để chắp bút phần kịch bản. Tuy nhiên, đại dịch COVID-19 đã buộc đoàn làm phim hoãn quay vài năm, dẫn đến việc kịch bản phải viết đi viết lại nhiều lần trong suốt khoảng thời gian đó.
Godzilla Minus One chính là lần thứ ba mà đạo diễn Yamazaki đưa nhân vật Godzilla vào trong tác phẩm của mình. Đầu tiên là bộ phim mang tên Always Zoku Sanchōme no Yūhi (2007), trong đó con quái vật xuất hiện ở cảnh mở đầu tác phẩm. Trong quá trình chuẩn bị sản xuất Minus One, ông cũng đã chỉ đạo và tạo hiệu ứng cho điểm tham quan mô phỏng chuyển động Godzilla the Ride: Giant Monsters Ultimate Battle (2021) thuộc Công viên giải trí Seibu-en.
Vào ngày 18 tháng 2 năm 2022, Robot Communications đã thông báo về bộ phim mang tiêu đề Blockbuster Monster Movie (超大作怪獣映画 Chōtaisaku Kaijū Eiga), thông qua quá trình tuyển vai trên trang web chính thức của họ. Robot cho biết tác phẩm sẽ do Yamazaki đạo diễn và được phân phối bởi Toho. Vào ngày tiếp theo, cây bút Ando Kenji của HuffPost đã đề cập đến những phỏng đoán của người hâm mộ trên mạng xã hội về việc liệu đây có phải là phiên bản làm lại của phần phim ra mắt năm 1954 hay không. Ando cũng lưu ý rằng đây là một tác phẩm sử thi lấy bối cảnh Nhật Bản thời hậu chiến từ năm 1945 đến năm 1947, đồng thời trích dẫn nhận xét của Yamazaki từ một cuộc phỏng vấn về lối miêu tả Godzilla của ông trong Always Zoku Sanchōme no Yūhi: "Bạn sẽ không thể nào có được Godzilla trừ khi đó là Thời kỳ Chiêu Hòa".
– Yamazaki Takashi chia sẻ về ý tưởng và tầm nhìn của ông đối với bộ phim
Toho tuyên bố rằng dự án kaiju giấu tên do Yamazaki đảm trách chính là một bộ phim lấy chủ đề Godzilla vào ngày 3 tháng 11 năm 2022, tại một sự kiện kỷ niệm sinh nhật lần thứ 68 của thương hiệu mang tên "Ngày Godzilla". Bên cạnh đó, công ty cũng tiết lộ rằng bộ phim đã hoàn thành việc công việc ghi hình và đang bước vào giai đoạn hậu kỳ, trong đó ngày phát hành dự kiến sẽ là 3 tháng 11 năm 2023. Yamazaki được bổ nhiệm làm biên kịch và giám sát hiệu ứng hình ảnh của tác phẩm. Trong cuộc họp báo vào ngày 13 tháng 12 năm 2022, trưởng phòng kế hoạch Usui Hisashi của Toho ngụ ý rằng bộ phim mới có liên quan đến phần phim đầu tiên ra mắt năm 1954.
Toho đã nộp đơn đăng ký nhãn hiệu cho tựa tiếng Nhật vào ngày 11 tháng 7 năm 2023, bên cạnh những cách đọc thay thế khác như Gojira Minus Itten Zero (ゴジラマイナスイッテンゼロ). Đạo diễn Yamazaki cũng cho biết tiêu đề Anh–Nhật của Godzilla Minus One là do nhà sản xuất Abe Shūji nghĩa ra, đồng thời ông tin rằng Abe đã chịu ảnh hưởng từ quyển tiểu thuyết khoa học viễn tưởng Minus Zero của nhà văn Hirose Tadashi.

### Kịch bản
Yamazaki nói rằng nỗi lo âu trải rộng toàn thế giới và sự bất tin của chính phủ trong đại dịch COVID-19 là một trong những nguồn cảm hứng chính để ông viết nên câu chuyện, đồng thời vị đạo diễn cũng hy vọng những điều đó sẽ được phản ánh đầy đủ trong bộ phim hoàn chỉnh. Yamazaki không muốn đặt bối cảnh phim ở Nhật Bản thời hiện đại và lấy ý tưởng từ thảm họa hạt nhân Fukushima 2011 vì ông tin rằng nó sẽ rất giống với Shin Godzilla (2016). Thay vào đó, vị đạo diễn quyết định xây dựng bối cảnh ở thời kỳ hậu chiến, qua đó tạo cơ hội cho Godzilla Minus One khám phá những chủ đề về phản chiến, tổn thương, hy vọng, mặc cảm tội lỗi cùng sự cứu chuộc. Ngoài ra, ông cũng tuyên bố rằng Godzilla tượng trưng cho quan điểm của Nhật Bản về thảm sát hạt nhân, tương tự như tác phẩm điện ảnh ra mắt năm 1954. Yamazaki quyết định đưa tàu tuần dương hạng nặng Takao, máy bay chiến đấu Shinden, tàu khu trục Yukikaze và Hibiki phim vì ông rất thích lịch sử quân sự nhưng lại chưa từng nhắc về chúng trước đây.
Khi viết kịch bản cho Godzilla Minus One, đạo diễn Yamazaki đã chịu nhiều cảm hứng từ bộ phim Godzilla, Mothra and King Ghidorah: Giant Monsters All-Out Attack (2001) của Kaneko Shusuke — một trong những tác phẩm về Godzilla mà ông yêu thích nhất. Tại buổi chiếu phim, ông đã phân trần với Kaneko rằng "Tôi đã quên béng đi nội dung của GMK trong một khoảng thời gian, nhưng lại tự động nghĩ về nó khi thảo ra kịch bản của -1.0. Dường như tôi đã hoàn toàn bị ảnh hưởng bởi tác phẩm mà chẳng hề mảy may nhận ra điều đó". Bên cạnh đó, vị đạo diễn cũng thừa nhận Godzilla Minus One đã chịu nhiều dư âm từ phần phim năm 1954, Hàm cá mập (1975) của Steven Spielberg, các tác phẩm do Miyazaki Hayao đạo diễn, cũng như Shin Godzilla (2016). Gareth Edwards, người cầm trịch dự án Godzilla (2014), cho rằng Close Encounters of the Third Kind (1977) và Công viên kỷ Jura (1993) của Steven Spielberg cùng Dunkirk (2017) của Christopher Nolan cũng là những nguồn cảm hứng đáng kể đến bộ phim.
Trong lúc bàn về kết thúc của Godzilla Minus One, Yamazaki cảm thấy rằng "Nó sẽ mang âm hưởng điện ảnh hơn nếu không hạ màn một cách gọn gàng và hợp lý" cũng như cho biết thêm "Không chỉ là phát súng hiệu cho phần phim tiếp theo, nó còn giúp cho những nhân vật vẫn sống động trong con tim của khán giả."
Một cuốn tiểu thuyết chuyển thể do Yamazaki chắp bút đã được phát hành ở Nhật Bản bởi Shueisha vào ngày 8 tháng 11 năm 2023.

### Thiết kế
Thiết kế của quái vật Godzilla trong Minus One là một trong những kiểu dáng mới lấy từ Godzilla the Ride. Do chịu ảnh hưởng từ Godzilla, Mothra and King Ghidorah: Giant Monsters All-Out Attack, nên ban đầu Yamazaki đã hình dung sản phẩm của mình sẽ có "đôi mắt hình bán nguyệt", tuy nhiên người phụ trách làm mẫu Taguchi Kosuke lại vẽ nó thành "hình quả hạnh", sau cùng cho ra lò thành phẩm là "đôi mắt hình quả hạnh màu vàng". Yamazaki cũng giải thích thêm rằng kể từ khi đoàn làm phim tạo ra phiên bản Godzilla này ở dạng kỹ thuật số, nó đã "giúp mang lại nhiều chi tiết hơn so với bất kỳ sản phẩm thủ công nào. Vì vậy, chúng tôi có thể tăng độ phân giải của tỷ lệ và làm cho chúng trở nên thật sự, thật sự sắc nét, từ đó khoác lên cho nó một vẻ ngoài vô cùng hung tợn. Về nửa dưới của Godzilla, chúng tôi đã làm cho nó có cảm giác nặng nề và dày đặc theo cách khiến người xem cảm thấy giống như một ngọn núi và hình bóng tam giác đang băng xuyên qua không gian. Hãy tưởng tượng đến Tàu khu trục Ngôi sao trong Chiến tranh giữa các vì sao."
Yamazaki đã cố gắng biến Godzilla trong tác phẩm này trở thành phiên bản đáng sợ với người xem nhất. Đội ngũ đã tạo hình con quái vật sao cho nó thể hiện sự dữ tợn, bạo liệt và năng động, vừa có mặt tĩnh, vừa có khía cạnh giống thần. Vây lưng của nó có phần "nhọn và hung bạo hơn" so với phiên bản Godzilla the Ride, như thể năng lượng tái tạo của nó đang trở nên mất kiểm soát. Yamazaki tuyên bố rằng nhóm cũng đã cố gắng biến Godzilla trở thành "kẻ nguy hiểm nhất trong lịch sử", kèm theo lời nhận định "khán giả ngày nay đã quá khôn ngoan và quen thuộc trước những kỹ xảo tân thời, nhưng tôi vẫn muốn cho họ trải nghiệm thứ cảm giác mới mẻ và sợ hãi, hệt như cha ông ta đã từng cảm nhận vào buổi đầu nhìn thấy con quái thú ấy bước lên màn ảnh rộng".

### Tuyển vai
Trong quá trình tiền sản xuất, nhà sản xuất Ichikawa Minami đã đề nghị các diễn viên Kamiki Ryunosuke và Hamabe Minami hóa thân thành một cặp đôi trong phim, tương tự như họ đã làm trong series truyền hình chính kịch Ranman (2023) của NHK. Theo đạo diễn Yamazaki, giới truyền thông đã chỉ trích quyết định này vì tin rằng điều đó sẽ khiến họ lặp lại mô típ với tác phẩm thuộc nhà đài Nhật Bản, khi có thông báo cho biết hai người sẽ sắm vai chính trong phim tại cuộc họp báo vào ngày 4 tháng 9 năm 2023. Yamazaki cũng thừa nhận rằng ông đã tuyển nam diễn viên Sasaki Kuranosuke vào vai Thuyền trưởng Akitsu Yōji nhờ màn trình diễn của anh trong tác phẩm  Hiyokko (2017) thuộc chuỗi phim truyền hình dài kỳ Asadora, vốn có ảnh hưởng rất lớn đến vị đạo diễn.
Yamazaki đã tìm cách chọn ra những gương mặt tài năng có thể lột tả chân thực những con người sống trong Thời kỳ Chiêu Hòa, đồng thời khiến cho sự hiện diện của Godzilla trong bộ phim trở nên chân thật hơn. Quyết định tuyển vai của ông không bị ảnh hưởng quá nhiều từ những tác phẩm Godzilla trước đó, bởi bộ phim này chủ yếu khắc họa cuộc sống của người dân bình thường hồi thập niên 1940 thay vì các chính trị gia, quan chức, nhà khoa học hay quân nhân thuộc Lực lượng Phòng vệ Nhật Bản. Lý do cho điều này xuất phát từ việc Yamazaki muốn khán giả đồng cảm và kết nối với các nhân vật, bất chấp bối cảnh đặt ở thời kỳ hậu chiến tranh.
Con gái nuôi của Ōishi và Shikishima ban đầu được dự định là một cậu bé. Sau cuộc gặp với diễn viên nhí Nagatani Sae, đạo diễn Yamazaki đã xoắn tay thay đổi phần kịch bản để cô bé có thể góp mặt trong bộ phim. Khi được hỏi làm cách nào để khiến Nagatani khóc trong một số cảnh, vị đạo diễn trả lời rằng "Đơn giản thôi, vì tôi đã tìm ra một thiên tài đích thực".

### Ghi hình

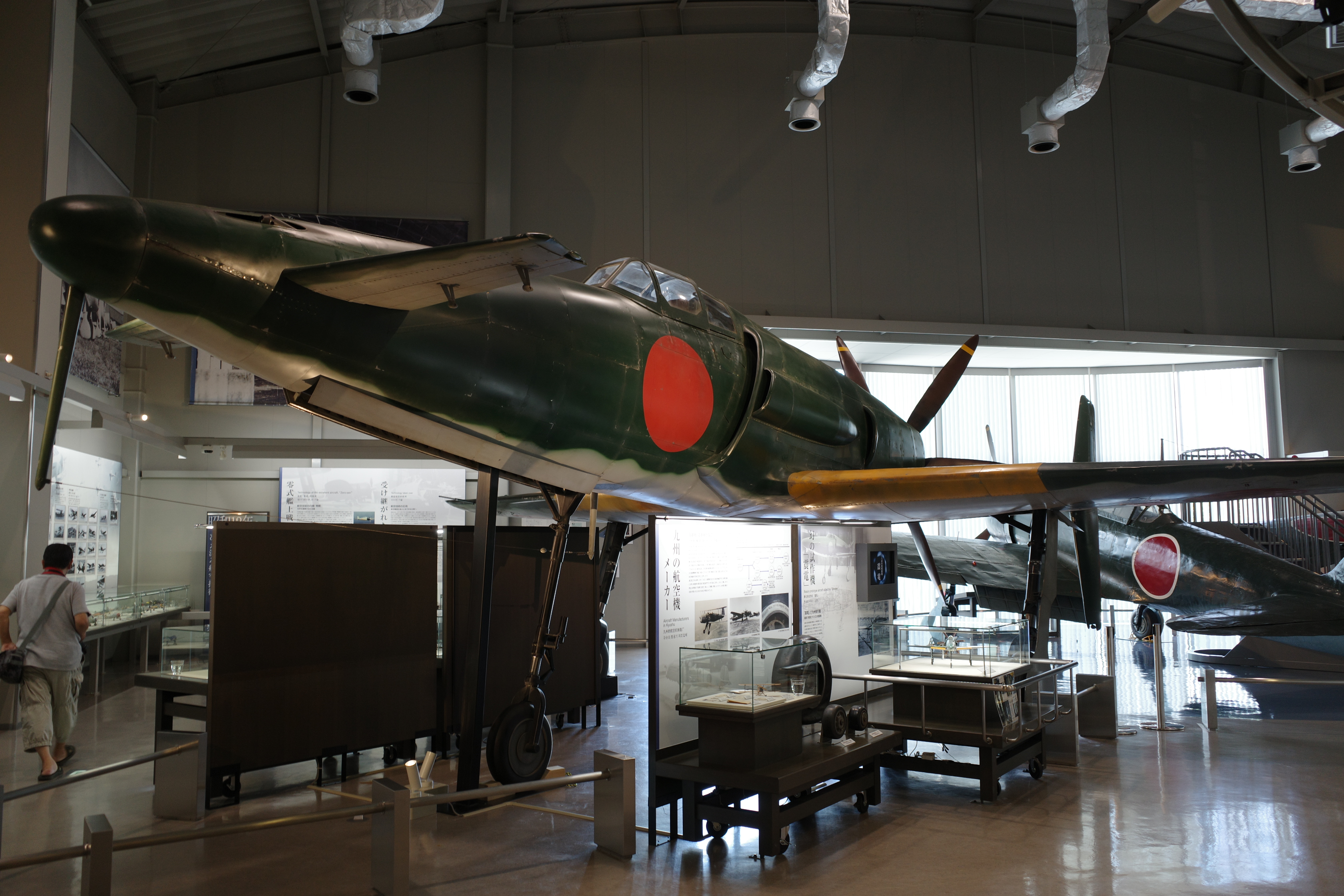
Bản sao của chiếc Kyushu J7W Shinden sử dụng trong phim, được trưng bày tại Bảo tàng Tưởng niệm Hòa bình Tachiarai

Quá trình quay phim chính diễn ra tại những địa điểm thuộc vùng Kantō và Chūbu (ở tỉnh Aichi và Nagano) của đảo Honshu, bắt đầu từ ngày 17 tháng 3 năm 2022 và chính thức đóng máy vào khoảng ngày 11 tháng 6. Theo trang web của Robot, bộ phim sẽ lấy bối cảnh từ năm 1945 đến năm 1947, do đó sẽ có những hạn chế về kích cỡ trang phục, kiểu tóc (nam giới để tóc dài phải uốn đi) và màu tóc (không chấp nhận việc nhuộm màu) của các nhân vật phụ. Trong khi đó, những cảnh biển trong phim thì được ghi hình tại Hồ Hamana và Biển Enshū. Từ tháng 4 đến tháng 6 năm 2022, một số doanh nghiệp cộng đồng gần sông Tenryū đã giúp đoàn làm phim chỉnh sửa và bảo dưỡng thuyền để quay các cảnh hạm đội ở Enshū. Các địa điểm quay phim khác bao gồm Tòa thị chính ở Okaya, Nagano, Bảo tàng Tưởng niệm Không đoàn Hải quân Tsukuba ở Kasama, Địa điểm Căn cứ Không Hải quân Kashima cũ ở Miho và Công viên Thể thao Tổng hợp Shimodate ở Chikusei.
Trong quá trình sản xuất, những phân cảnh có sự xuất hiện của máy bay tiêm kích Kyushu J7W Shinden đã được hiện thực hóa một phần thông qua việc xây dựng một bản sao có tỷ lệ 1:1, trong đó chỉ tồn tại một mẫu duy nhất và nằm bên ngoài Nhật Bản, trong bộ sưu tập của Trung tâm Steven F. Udvar-Hazy ở Chantilly, Virginia. Yamazaki nói rằng "Ban đầu, ngân sách không cho phép chúng tôi chế tạo bất kỳ phần nào của [máy bay]" nhưng "nghĩ xa hơn thì, với kế hoạch B, chúng tôi có thể tìm ra một bảo tàng sẵn lòng mua lại đạo cụ sau khi bộ phim được thực hiện, điều này giúp bù đắp cho kinh phí phải bỏ ra để sản xuất chiếc máy bay ngay từ ban đầu". Vì vậy, sau khi hoàn thành công đoạn quay phim, bản sao máy bay đã được vận chuyển đến và trưng bày tại Bảo tàng Tưởng niệm Hòa bình Tachiarai ở Chikuzen, Fukuoka vào tháng 7 năm 2022. Khi ấy, Toho đã tặng lại bản sao với tư cách ẩn danh và chỉ tiết lộ vai trò của họ trong quá trình chế tạo mô hình sau khi Minus One ra mắt.

### Hiệu ứng hình ảnh
Tất cả 610 cảnh kỹ xảo trong Godzilla Minus One đều được xử lý bởi đội ngũ gồm 35 nghệ sĩ tại studio thuộc chi nhánh Chōfu của Shirogumi, dưới sự giám sát của Yamazaki và chỉ đạo của Shibuya Kiyoko. Theo chương trình đặc biệt về Yamazaki do TV Shinshu thực hiện và lên sóng năm 2023, đội ngũ đã bắt đầu thực hiện phần kỹ xảo cho Godzilla Minus One vào tháng 4 năm 2022. Shirogumi đã bật mí điều này qua việc mở một cuộc tuyển chọn những nhà soạn nhạc và thiết kế hiệu ứng hình ảnh cho bộ phim vào tháng 4 năm 2022, trong đó viết rằng quá trình hậu sản xuất đã bắt đầu và công đoạn xử lý hiệu ứng hình ảnh dự kiến diễn ra từ thời gian đó cho đến tháng 1 năm sau. Tuy nhiên, họ đã thay đổi lịch trình thành tháng 11 năm 2022 cho đến tháng 2 năm 2023. Ngoài ra, trang web của đội ngũ cũng cho biết phần mềm làm hoạt hình 3D mà họ sử dụng cho công đoạn thiết kế là Houdini và Maya, còn Nuke thì dùng trong khâu tổng hợp. Giai đoạn hậu kỳ chính thức kết thúc vào cuối tháng 5 năm 2023, sau khi hoàn thành xong phần hiệu ứng hình ảnh.
Đội ngũ kỹ xảo đã cố gắng tạo ra những phân cảnh biển nước cho bộ phim, đặc biệt là khi Godzilla tàn phá mọi thứ. Yamazaki thừa nhận rằng "Điều đó đã gây áp lực rất lớn lên phần mềm kết xuất ảnh của chúng tôi, vậy nên chúng tôi đã tạo ra rất nhiều dữ liệu trong quá trình thực hiện, nhiều đến nỗi khi cộng dồn tất cả lại thì con số lên tới hơn một petabyte. Cuối cùng, chúng tôi đã xóa dữ liệu ra khỏi màn ảnh rồi khởi tạo lại khi đang mở ổ cứng."
Trong một cuộc trò chuyện trên sân khấu với đồng đạo diễn Higuchi Shinji của Shin Godzilla, Yamazaki cho biết những cảnh tàn phá và chết chóc trong Minus One đều chịu ảnh hưởng từ hiệu ứng hình ảnh của Higuchi trong tác phẩm Gamera 3: Revenge of Iris do Shusuke Kaneko chỉ đạo.

### Âm nhạc và hiệu ứng âm thanh
Cộng tác viên lâu năm của đạo diễn Yamazaki, Satō Naoki, là người chịu trách nhiệm soạn nhạc cho tác phẩm. Rambling Records đã phát hành Godzilla Minus One Original Soundtrack dưới định dạng CD tại Nhật Bản vào ngày 28 tháng 10 năm 2023, theo sau đó là phiên bản đĩa nhựa giới hạn được công bố vào ngày 24 tháng 11. Ngày 19 tháng 1 năm 2024, Toho thông báo rằng Waxwork Records sẽ phát hành nhạc phim dưới dạng đĩa nhựa và việc đặt trước chính thức diễn ra vào ngày hôm đó.
Trong quá trình soạn nhạc, Satō đã dựa vào những bộ anime điện ảnh của hãng Studio Ghibli để làm chất liệu sáng tác cho những phân cảnh gây xúc động mạnh, còn phần âm nhạc do Akira Ifukube viết thì được dùng để làm bật nổi lên các phân đoạn có sự xuất hiện của kaiju. Bên cạnh đó, những nhạc phim cổ điển mà Ifukube thực hiện cho các tác phẩm Godzilla (1954), King Kong vs. Godzilla (1962) và Mothra vs. Godzilla (1964) cũng được sử dụng trong một số cảnh quay nhất định.
Inoue Natsuko là người đảm nhiệm khâu xử lý hiệu ứng âm thanh cho bộ phim. Cô cảm thấy rằng mình có nghĩa vụ tái tạo lại tiếng gầm nguyên bản của Godzilla bằng hệ thống âm thanh hiện đại. Sau khi thử qua nhiều cách để giữ nguyên âm thanh, Inoue cảm thấy chúng vẫn chưa đủ "đô" nên cô quyết định ghi âm ngoài trời và sử dụng tiếng vang để tăng cường âm thanh. Cô đã cho phát tiếng gầm tại Sân vận động ZOZO Marine để tạo ra hiệu ứng âm thanh mà cô mong muốn, đồng thời tin rằng đây là sân vận động duy nhất có thể đáp ứng những yêu cầu đặt ra do nơi đây trang bị những chiếc loa cỡ lớn, không có trần nhà, rộng rãi và hơi dốc. Khi nhớ lại quá trình tăng âm lượng tiếng gầm tại sân vận động, Inoue nói rằng "Tôi sẽ không bao giờ quên đi cái cảm xúc khi mà phát nó từ chiếc loa toa bự nhất đằng sau bảng thông báo điện tử". Yamazaki nhớ lại "Tôi cảm thấy rùng mình khi nghĩ rằng những người thật sự giáp mặt với Godzilla sẽ nghe thấy thứ âm thanh ấy."
Nhà sản xuất Abe Gō thừa nhận rằng đoàn làm phim đã sử dụng tiếng ồn từ tàu hỏa series Ichibata Dehani 50 trong phân cảnh Godzilla tấn công đoàn tàu 63 series, bởi họ muốn cải thiện tính chân thực của thời hậu chiến trong tác phẩm thông qua những âm thanh lấy từ thực tế.

## Quảng bá
Vào ngày 12 tháng 6 năm 2023, tài khoản Twitter của bộ phim đã bắt đầu đăng tải thông tin về tất cả những tác phẩm Godzilla người đóng của Toho theo kiểu đếm ngược mỗi ngày, trước tiên là phần phim Shin Godzilla. Ngày 11 tháng 7 cùng năm, Toho chính thức vén màn về dự án phim kaiju của hãng mang tên Godzilla Minus One. Tác phẩm được công bố kèm theo teaser, poster (do Yamazaki thiết kế) và ngày phát hành ấn định đối với thị trường Mỹ. Bên cạnh đó, người ta cũng tung ra những mặt hàng có liên quan đến bộ phim vào ngày hôm sau, song hành với chúng là một bức ảnh toàn thân của Godzilla.
Vào ngày 13 tháng 7, Tamashii đã công bố về món đồ chơi Godzilla thuộc dòng sản phẩm S.H. MonsterArts do Sakai Yuki chế tác và nằm dưới sự kiểm soát của Yamazaki, dựa trên dữ liệu 3D từ bộ phim. Một loạt các sản phẩm tiền phát hành cũng như khu trưng bày quảng bá bộ phim cũng góp mặt tại triển lãm "The Visual World-crafting of YAMAZAKI Takashi  [sic], Film Director" tại quê nhà Matsumoto của đạo diễn Yamazaki, bắt đầu từ ngày 15 tháng 7 và kết thúc vào ngày 29 tháng 10. Ngoài ra, một bức tượng Godzilla cao 2 mét đã được trưng bày tại Lễ hội Summer Wonder vào ngày 30 tháng 7. Theo yêu cầu của Toho, Fukushi Hiroaki đã dành ra một tháng để thực hiện bức tượng Godzilla mang tên "Godzilla Neputa" nhằm quảng bá bộ phim tại sự kiện Aomori Nebuta Matsuri diễn ra từ ngày 4 đến 8 tháng 8.
Toho đã công bố trailer chính thức kèm theo áp phích chiếu rạp, dàn diễn viên trung tâm và nhân sự đoàn làm phim vào ngày 4 tháng 9. Vào ngày 14 tháng 9, 15 cảnh quay và hình ảnh của Godzilla lấy từ bộ phim đã được tung ra. Bên cạnh đó, vé xem phim đặt trước (thông qua Mubichike Online) cũng như các tờ rơi thông báo ngày ra rạp cũng được công bố vào ngày tiếp theo. Ngày 14 tháng 9, SciFi Japan cho biết Godzilla Minus One vẫn lọt top thịnh hành trên mạng xã hội ở cả Nhật Bản lẫn Hoa Kỳ, trong đó đoạn trailer đã cán mốc 9 triệu lượt xem trên nền tảng YouTube.
Trong một cuộc họp báo ngày 25 tháng 9, Hamamatsu, thành phố tiếp giáp với Hồ Hamana (nơi diễn ra một số cảnh quay trong phim), đã thông báo rằng họ sẽ quảng bá cho bộ phim để biến nơi này thành một địa điểm thu hút khách du lịch, bằng cách chuẩn bị "chuyến du ngoạn trên hồ" diễn ra vào cuối tháng 10. Vào ngày 7 cùng tháng, những cảnh phim hậu trường của Godzilla Minus One đã được phát sóng trên Channel 4 thuộc TV Shinshu, là một phần của chương trình đặc biệt về Yamazaki do Yoshioka Hidetaka dẫn chuyện. Hơn một tuần sau, Toho tuyên bố rằng Godzilla Minus One sẽ là phim điện ảnh Nhật Bản đầu tiên sử dụng định dạng quay toàn cảnh 270 độ ScreenX.
Vào ngày 18 tháng 10, Yamazaki cùng các ngôi sao của bộ phim đã tham dự buổi ra mắt thảm đỏ dọc theo Tuyến phố Godzilla ở Kabukichō, Shinjuku. Tấm thảm đỏ này dài 50,1 mét, tương đương với chiều cao của Godzilla trong Minus One. Sau đó, các đài truyền hình khắp Nhật Bản bắt đầu phát sóng chương trình đặc biệt về Godzilla Minus One vào cuối tháng 10, bao gồm các cuộc phỏng vấn với Yamazaki, Kamiki và Hamabe, cũng như những cảnh quay hậu trường tác phẩm. Vào ngày 23 tháng 10, Yamazaki, Kamiki và Hamabe đã đặt chân lên thảm đỏ tại buổi khai mạc Liên hoan phim quốc tế Tokyo lần thứ 36. Để quảng cáo cho bộ phim tại thị trường nội địa, thương hiệu nước giải khát Cheerio đã cho ra mắt loại đồ uống Chūhai có tên gọi "Godzilla Energy Chu-hi [sic]" vào ngày 6 tháng 11.

### Buổi trình chiếu các phimGodzilla
Vào ngày 24 tháng 8, có thông báo cho rằng để nổ phát súng cho việc phát hành Godzilla Minus One, Yamazaki đã chọn ra "4 tác phẩm Godzilla tiêu biểu nhất" nhằm công chiếu vào tháng 9 và tháng 10. Một buổi "talk show" thường sẽ diễn ra trước mỗi buổi chiếu, trong đó đạo diễn Higuchi Shinji của Shin Godzilla và Shin Ultraman (2022) đảm nhiệm vai trò khách mời cho bộ phim Godzilla phát hành năm 1954, còn nhà thiết kế trang phục Murase Keizō là khách mời của tác phẩm Ghidorah, the Three-Headed Monster (1964). Hai bộ Godzilla tiếp theo lần lượt là Godzilla, Mothra and King Ghidorah: Giant Monsters All-Out Attack (2001) của Shusuke Kaneko cùng phiên bản Shin Godzilla trắng đen do Anno Hideaki, Higuchi và Onoue Katsuro thực hiện. Bên cạnh đó, Kaneko và Anno cũng là khách mời tại các chương trình trò chuyện về tác phẩm của họ.

### Dự án hợp tác
Godzilla Minus One được quảng bá tại sân vận động Tokyo Dome, hợp tác cùng đội bóng chày Yomiuri Giants trong trận đấu với Tokyo Yakult Swallows diễn ra vào ngày 1 tháng 10. Sau đó, một video "cộng tác đặc biệt" và bức tượng Godzilla cao 3,6 mét đã xuất hiện tại khu vực này. Ngày 27 tháng 9, Fujita Kanko tuyên bố rằng công viên giải trí suối nước nóng Hakone Kowakien Yunessun tọa lạc tại Hakone, Kanagawa sẽ tổ chức một sự kiện hợp tác với bộ phim từ ngày 20 tháng 10 năm 2023 đến ngày 8 tháng 1 năm 2024.

## Phát hành
Godzilla Minus One đã tổ chức buổi ra mắt toàn cầu tại rạp chiếu Toho Cinemas bên trong Tòa nhà Shinjuku Toho vào ngày 18 tháng 10 năm 2023. Những đánh giá đầu tiên về tác phẩm đã gọi đây là một "kiệt tác". Bên cạnh đó, Godzilla Minus One cũng là bộ phim bế mạc Liên hoan phim quốc tế Tokyo lần thứ 36 diễn ra ngày 1 tháng 11, được chiếu song song với phụ đề tiếng Anh. Nhân dịp 70 năm ra đời của thương hiệu, Toho đã phát hành phim trên phạm vi toàn quốc vào ngày 3 tháng 11, hơn nữa đây cũng là thời điểm mà phiên bản Godzilla đầu tiên (1954) đổ bộ tại các rạp chiếu ở Nhật Bản. Ngoài ra, Godzilla Minus One còn góp mặt tại hơn 500 cụm rạp tại xứ sở mặt trời mọc dưới dạng IMAX, Dolby Cinema, 4DX, MX4D và ScreenX, qua đó trở thành đợt phân phối nội địa có quy mô lớn nhất của Toho. Một số địa điểm nhất định cũng trình chiếu bộ phim với phụ đề Anh ngữ vào ngày 23 tháng 11.
Buổi ra mắt và công chiếu phim ở Mỹ đã được tổ chức tại Cụm rạp Hiệp hội Đạo diễn Hoa Kỳ thuộc Los Angeles vào ngày 10 tháng 11 năm 2023, với sự tham dự của đạo diễn Yamazaki cùng diễn viên Kamiki. Sau đó, trang web Polygon cũng cho trình chiếu tác phẩm tại Rạp Frida thuộc địa phận Santa Ana vào ngày 27 tháng 11, kế đến là buổi chiếu ở Manhattan do Cộng đồng Nhật Bản chủ trì vào ngày 28 tháng 11, rồi sau cùng là tại một số cụm rạp lớn trải dài khắp nước Mỹ trong ngày tiếp theo. Công ty con Toho International trực thuộc chi nhánh Hoa Kỳ đã phát hành bộ phim tại 1.000 cụm rạp trên toàn Bắc Mỹ vào ngày 1 tháng 12, kèm theo đó là phụ đề tiếng Anh. Kể từ ngày 15 trở đi, Godzilla Minus One đã mở rộng đến 2.600 rạp ở xứ sở cờ hoa. Nhà làm phim Dave Filoni là người phụ trách trình chiếu tác phẩm tại Lucasfilm vào ngày 9 tháng 1 năm 2024, đồng thời sự kiện ấy còn có sự góp mặt của Yamazaki. Trong khi đó, cả hai phiên bản có màu lẫn đen trắng của tác phẩm đều sẽ ngừng chiếu tại quốc gia này vào ngày 1 tháng 2 năm 2024.

## Đón nhận

### Doanh thu phòng vé
Godzilla Minus One đã ra mắt ở vị trí số một tại phòng vé Nhật Bản, thu về 1,04 tỉ yên (7,8 triệu USD) với 648.577 vé bán ra trong ba ngày đầu công chiếu. Trong tuần đầu tiên xuất trận, tác phẩm đã mang về 1,2 triệu USD từ 49 rạp chiếu IMAX, qua đó trở thành phim người đóng Nhật Bản có đợt mở màn lớn nhất ở định dạng này. Godzilla Minus One tiếp tục giữ vững ngôi vương trong ba ngày cuối tuần liên tiếp trước khi bị Tonde Saitama ~Biwako Yori Ai o Komete~ vượt mặt vào cuối tuần thứ tư. Tính đến ngày 28 tháng 1 năm 2024, phim đã thu về 5,59 tỷ yên từ 3,63 triệu vé tại Nhật Bản.
Tại Hoa Kỳ và Canada, phim được phát hành song song với Animal, Renaissance: A Film by Beyoncé, Silent Night và The Shift, đồng thời người ta dự đoán rằng tác phẩm sẽ thu về 11–12 triệu USD từ 2.308 rạp trong tuần đầu công chiếu. Godzilla Minus One đã mang về 4,7 triệu USD trong ngày đầu tiên, trong đó gồm 2,1 triệu USD từ các suất chiếu sớm vào thứ Tư và thứ Năm. Tác phẩm tiếp tục ra mắt với 11 triệu USD, xếp ở vị trí thứ ba và phá vỡ kỷ lục mở màn cuối tuần tại Hoa Kỳ đối với một bộ phim người đóng Nhật Bản. Ở Bắc Mỹ, Godzilla Minus One cũng trở thành tác phẩm nước ngoài có màn chào sân thành công nhất năm 2023 (vượt qua cả Thanh gươm diệt quỷ: Đường đến làng rèn gươm) đồng thời trở thành phim điện ảnh người đóng Nhật Bản ăn khách nhất lịch sử. Vào ngày 17 tháng 12, Godzilla Minus One chính thức trở thành phim Nhật Bản có doanh thu cao thứ sáu mọi thời đại tại Hoa Kỳ. Tác phẩm sau đó ngay lập tức trở thành một trong hơn 50 bộ phim có hiệu suất phòng vé vượt mức 40 triệu USD ở xứ sở cờ hoa trong năm 2023. Mặt khác, phim cũng mở màn ở vị trí thứ hai trong tuần đầu công chiếu tại Brasil và thu về 816.891 bảng ở Vương quốc Anh. Tờ Deadline tuyên bố rằng việc Godzilla Minus One được phát hành rộng rãi chính là "một trong những ván cược thành công nhất từ trước đến nay của Nhật Bản". Kể từ ngày 10 tháng 1 năm 2024, Godzilla Minus One đã trở thành phim điện ảnh Nhật Bản có doanh thu cao thứ hai tại Hoa Kỳ, thậm chí còn vượt qua cả Thanh gươm diệt quỷ: Chuyến tàu vô tận nhưng vẫn xếp dưới Gekijōban Pocket Monsters: Mewtwo no Gyakushū (1998). Godzilla Minus One tiếp tục giữ vững kỷ lục là phim nói tiếng Nhật có doanh thu phòng vé cao nhất tại thị trường Mỹ, đánh bại Ký sinh trùng (2019) của đạo diễn Bong Joon-ho để trở thành tác phẩm phi Anh ngữ ăn khách thứ ba mọi thời đại.
Godzilla Minus One đã thu về 55.109.545 USD tại Hoa Kỳ và Canada; 36.810.707 USD trong thị trường Nhật Bản; 1,335,289 USD ở Úc; 204.195 USD tại Đức; 5.169.426 USD đối với Mexico; 225.061 USD tại Hà Lan; 220.304 USD tính riêng Bồ Đào Nha; 154.198 USD tại Ý; 218.162 USD ở New Zealand; 122.150 USD tại Na Uy; 228.148 USD ở Tây Ban Nha và 3.185.119 USD khi phát hành tại Anh Quốc. Vào ngày 12 tháng 1 năm 2024, Toho tuyên bố rằng doanh thu của bộ phim đã cán mốc 14 tỷ yên (96,44 triệu USD) trên toàn thế giới, chính thức vượt qua Shin Godzilla để trở thành tác phẩm về Godzilla do Nhật Bản sản xuất ăn khách nhất lịch sử, với tổng doanh thu ước tính khoảng 106.514.662 USD trên toàn cầu.

### Đánh giá chuyên môn
Godzilla Minus One đã đón nhận sự hoan nghênh nhiệt liệt từ cả giới chuyên môn lẫn mộ điệu khán giả. Tờ The Hollywood Reporter cho biết các nhà phê bình Mỹ đều đồng loạt ca ngợi kỹ xảo kinh phí thấp, cốt truyện cảm động về con người, cũng như cách sử dụng hình ảnh kaiju để nêu bật lên hiện thực về xã hội, đồng thời nhiều ý kiến cũng tỏ ra ủng hộ bộ phim hơn so với những tác phẩm gần đây của Hollywood. CBR ghi nhận rằng nhiều người đã xem đây là một trong những phim điện ảnh xuất sắc nhất 2023, ngoài ra còn là tác phẩm Godzilla hay nhất từng được thực hiện. Trên trang web tổng hợp đánh giá Rotten Tomatoes, 98% trong số 170 bài phê bình được xác định là tích cực, với điểm trung bình là 8.4/10.  Nhìn chung các nhà bình luận đều đồng thuận ở nội dung: "Với cốt truyện hấp dẫn về con người gắn liền với hành động, Godzilla Minus One là một tác phẩm về kaiju thực sự hấp dẫn giữa những cảnh hủy diệt hàng loạt." Trang Metacritic sử dụng công thức bình quân gia quyền, đã chấm bộ phim số điểm 81/100 dựa trên 34 nhà phê bình, cho thấy "sự tán dương rộng rãi". Những khán giả Mỹ do CinemaScore khảo sát đã chấm bộ phim điểm "A" trên thang điểm từ A+ đến F, trong khi các cuộc thăm dò mà PostTrak thực hiện thì cho thấy tác phẩm có số điểm tích cực 92%, trong đó 83% khán giả khẳng định rằng sẽ giới thiệu phim với người khác.
Nhà phê bình Tim Grierson từ Screen International cảm thấy rằng "có một sự sùng bái đối với con quái vật khổng lồ đáng sợ trong Godzilla Minus One; khán giả có thể hân hoan vì sự tàn phá mà nó gây ra, nhưng Yamazaki lại hiểu thấu được những ẩn ý đầy tăm tối về xã hội xuất phát từ con quái vật ấy." Tạp chí Time Out đã chấm 4 trên 5 sao cho bộ phim, kèm theo nhận định "chân thành và đáng kinh ngạc", còn Godzilla thì "hệt như một tên khốn kiếp đáng sợ". Trong khi đó, cây bút Katie Rife đến từ IGN lại ca ngợi bộ phim "mang lại nhiều hy vọng hơn" so với Shin Godzilla, đồng thời còn "nổi trội hơn trong âm nhạc và sự cảm động, tuy nhiên lại ít kinh khủng hơn và chứa đựng nhiều niềm tự hào hơn, thậm chí còn gợi lại một giai đoạn đau thương trong lịch sử Nhật Bản". Nhà phê bình Richard Whittaker của The Austin Chronicle nhận xét rằng bộ phim có mạch truyện giàu cảm xúc, đồng thời những hành động của quái vật có thể giúp nó sánh ngang với Ikiru (1952) do Kurosawa Akira đạo diễn và Godzilla (1954) của nhà làm phim Honda Ishirō.
Richard Kuipers của tạp chí Variety nhận xét rằng với "cốt truyện đầy cảm xúc" và "hơi thở nguyên tử phóng ra từ Godzilla", bộ phim đã trở thành "đỉnh cao trong toàn bộ loạt tác phẩm". Trong khi đó, Collider lại mô tả đây là "một tác phẩm lấy đề tài quái vật chặt chẽ, hiếm khi mắc phải sai lầm" do "biết cách cân bằng giữa cảnh tượng ngoạn mục và hành động căng thẳng, đồng thời hướng đến những chủ đề phức tạp hơn về chiến tranh và mất mát". James Berardinelli đã ca ngợi phần hiệu ứng, cảnh tượng, kịch bản, thiết kế bối cảnh và âm thanh, kỹ thuật quay phim, cũng như quá trình phát triển nhân vật, rồi sau đó đưa ra lời nhận định rằng "đây là một bộ phim Godzilla xuất sắc – thậm chí có thể là tác phẩm hay nhất từ trước đến nay từng được chiếu trên màn ảnh". Trong khi đó, nhà phê bình Christy Lemire đã chấm điểm 9 cho bộ phim kèm theo lời bình: "Bạn chắc chắn sẽ có cảm tình với tất cả nhân vật và những lựa chọn mà họ đưa ra, điều đó góp phần làm tăng thêm sức nặng cảm xúc trong một tác phẩm đáng lẽ phải giật gân nhưng thực chất lại là một bộ phim hành động thoát ly cuộc sống hoàn toàn hấp dẫn." Trong một bài viết trên tờ The Times, Kevin Maher nhận định rằng "Người Nhật đã làm Hollywood phải bẽ mặt khi tung ra bộ phim về quái vật xuất sắc nhất kể từ King Kong (2005) của Peter Jackson" và bổ sung thêm "Những tác phẩm Godzilla của Hollywood, với chi phí xấp xỉ 200 triệu USD, có vẻ như còn tệ hơn cả thế". Andy Lea, khi viết bài đánh giá cho Daily Express, đã cho Godzilla Minus One điểm 5 tuyệt đối. Với ý kiến tương tự như Maher, anh cảm thấy rằng "phiên bản Godzilla này đã giẫm đạp đối thủ đến từ Hoa Kỳ vào tro bụi", đồng thời "những phân đoạn hành động diễn ra vô cùng căng thẳng và kịch tính, cùng với đó là dàn nhân vật ba chiều hoàn toàn mới mẻ".
Dana Stevens không tiếc lời ca tụng "Diễn xuất đầy đau khổ và dễ thương tổn của Kamiki là một yếu tố quan trọng khiến nhân vật chính mà anh sắm vai trở nên đáng nhớ". Mặt khác, Stevens lại nhận thấy Yamazaki đã dành một thời gian dài để viết nên phần kịch bản, điều đó làm cho ông "quan tâm đến những điều khác ngoài mấy con bò sát bị nhiễm phóng xạ", chẳng hạn như "làm thế nào để mưu sinh trong một nền kinh tế bị chiến tranh tàn phá", hoặc liệu nhân vật của Kamiki có "chấp nhận thứ tình cảm mà Noriko và cô con gái nuôi của họ luôn sẵn nguyện dành cho anh ấy hay không". Trong khi đó, cây bút Satō Daisuke từ IGN Japan đã tán dương màn trình diễn của Kamiki nhưng tin rằng những nhân vật khác, đặc biệt là Noriko do Hamabe thủ diễn, là ví dụ quá rập khuôn về người Nhật trong thời đại Chiêu Hòa. Anh cảm thấy cái cách mà bộ phim khắc họa về người phụ nữ có thể làm dấy lên tranh cãi, đồng thời tỏ ra bất an đối với việc khán giả ngày nay chấp nhận điều đó. Matt Schley từ The Japan Times cũng chỉ trích các nhân vật và cho rằng họ "kém hấp dẫn", "một màu" so với bộ phim, hơn nữa còn nhận xét: "Phần lớn kịch bản, chẳng hạn như bài phát biểu khích lệ tinh thần ở cuối phim khi một cựu chỉ huy hải quân kêu gọi người của ông đứng lên chiến đấu, là một trong những thứ khiến người xem phải trợn ngược mắt." Trong bài viết của mình trên South China Morning Post, James Marsh cho biết các nhà phê bình đã chỉ trích bộ phim vì "khuyến khích việc tạo ra một chương trình nghị sự ủng hộ quân đội", còn các nhân vật chính diện thì "cùng nhau đoàn kết để chỉ trích kịch liệt chính phủ của họ, vốn đã buộc nhiều công dân phải lãng phí mạng sống vì một lý do đáng ngờ". Anh cũng xếp hạng Godzilla Minus One là phim châu Á hay nhất năm 2023.
Trong cuộc thăm dò ý kiến thường niên trên trang IndieWire, 158 nhà phê bình quốc tế đã đồng thuận xếp Godzilla Minus One ở vị trí thứ 30. Nhiều cây bút đến từ RogerEbert.com, trong đó có Matt Zoller Seitz, đã đưa bộ phim vào danh sách những tác phẩm mà họ yêu thích nhất năm, đồng thời Leonard Maltin cũng nhắc đến cái tên Godzilla Minus One khi ông viết về những bộ phim ra mắt năm 2023 mà mình yêu mến. Trong khi đó, ấn phẩm Quad-City Times đưa ra lời nhận định "Đây chính là điều tuyệt vời nhất năm mà người ta có thể đưa lên màn bạc". Những cây bút đến từ trang Collider thì vinh danh Godzilla Minus One là phim điện ảnh Nhật Bản hay nhất năm, đồng thời xếp thứ tư trong danh sách phim nói tiếng nước ngoài xuất sắc nhất, thứ hai nếu tính theo thể loại khoa học viễn tưởng, cũng như là tác phẩm hay thứ 11 khi xét về tổng thể. Bên cạnh đó, Collider cũng cho Godzilla Minus One đứng hạng 20 trong danh sách "25 bộ phim phát hành trong thập niên 2020 xuất sắc nhất tính đến thời điểm hiện tại". Cinema Today không ngần ngại cho bộ phim dẫn đầu danh sách "Top 20", trong khi Deadline thì liệt tác phẩm vào hàng ngũ "Phim nước ngoài xuất sắc nhất", còn Digital Trends và MovieWeb lại vinh danh đây là phim hành động hay thứ hai trong năm, đồng thời tỏ lời ca ngợi "một trong những (nếu không phải là) tác phẩm đề tài quái vật xuất sắc nhất thập kỷ", Paste xếp Godzilla Minus One thứ ba trong danh sách phim khoa học viễn tưởng tốt nhất năm, Time Out cho tác phẩm đứng ở vị trí thứ 11 trong bảng xếp hạng phim xuất sắc nhất 2023, còn TheWrap thì đưa nó vào danh sách "Top 10 bộ phim hành động đỉnh nhất năm 2023". Bên cạnh đó, Godzilla Minus One cũng góp mặt trong "Best Picture Reminder List" của Viện Hàn lâm Khoa học và Nghệ thuật Điện ảnh tại mùa Giải Oscar lần thứ 96. Ngoài ra, tạp chí Forbes đã vinh danh tác phẩm với tư cách là phim Godzilla hay thứ năm mọi thời đại.

### Đánh giá của người trong ngành
Godzilla Minus One đã nhận về vô vàn lời khen từ những cái tên cộm cán trong giới điện ảnh. Anno Hideaki, đồng chỉ đạo bộ phim Shin Godzilla, ca ngợi rằng tác phẩm "đã làm rất tốt" cũng như đánh giá cao khả năng kỹ thuật của phim, đồng thời nhận xét Nhật Bản đã có bước tiến lớn về mặt kỹ xảo. Trong khi đó, đạo diễn Gareth Edwards của Godzilla (2014) lại cảm thấy có phần "ghen tị", nói thêm rằng "đây chính là những thứ mà Godzilla nên có" và tác phẩm này xứng đáng "được nhắc đến như một ứng cử viên nặng ký cho danh hiệu phim Godzilla hay nhất mọi thời đại". Tại buổi ra mắt phim tại Mỹ, đạo diễn của Chúa tể Godzilla: Đế vương bất tử (2019) là Michael Dougherty đã nói với Yamazaki và Kamiki rằng bộ phim thật "tuyệt vời". Nam diễn viên Seth Green thì cho hay "Đây là một bộ phim chứa đựng rất nhiều cảm xúc, và tôi vô cùng xúc động về nó." Guillermo del Toro ghi nhận về "Tham vọng và mục tiêu của bộ phim ở quy mô chiếu rạp" rồi gọi đây là "Một điều kỳ diệu". Nhà làm phim người Anh Edgar Wright đã bày tỏ sự yêu mến với bộ phim và khuyến khích nên xem tác phẩm. Ngoài ra, Adam Wingard (đạo diễn của Godzilla đại chiến Kong và Godzilla x Kong: Đế chế mới), Joe Dante, James Ponsoldt cùng Juel Taylor đã liệt bộ phim vào danh sách những tác phẩm phát hành năm 2023 mà họ yêu thích nhất. Nhà sáng lập kiêm Giám đốc điều hành Blumhouse Productions Jason Blum cũng rất thích Godzilla Minus One và bày tỏ mong muốn Yamazaki sẽ thực hiện một tác phẩm cho Blumhouse trong tương lai.
Kevin Smith đã gọi Godzilla Minus One là "bộ phim Godzilla hay nhất mà tôi từng xem", đồng thời bổ sung thêm luận điểm "cốt truyện về con người cũng thú vị như những cảnh kinh khủng nhất của Godzilla. Chúng tôi đã lớn lên cùng nhân vật này, một gã mặc trang phục cao su giẫm đạp lên những tòa nhà cũng chưa bao giờ đáng sợ đến thế. Phân đoạn quay cảnh đầu thằng cha đó trên mặt nước hay như cảnh đuổi theo một chiếc thuyền chết tiệt, tất cả đều quá sức đáng sợ. Nó hệt như trong Hàm cá mập vậy các bạn. Tôi không thể tin được là phải mất một thời gian dài như thế để ai đó thốt lên rằng 'Hãy làm Hàm cá mập đi, nhưng là với Godzilla nhé'. Thật tuyệt vời". Một số nhà làm phim, chẳng hạn như John Landis, đã nói chuyện với Yamazaki cùng ba thành viên khác thuộc đội hiệu ứng hình ảnh khi họ đang có mặt tại Viện Hàn lâm Khoa học và Nghệ thuật Điện ảnh vào ngày 13 tháng 1 năm 2024, trong lúc đó một vài người đã rỉ tai với ông rằng họ tin Godzilla Minus One chính là tác phẩm xuất sắc nhất năm 2023. Nhà sáng tạo Matt Fraction và Chris Black của series Monarch: Legacy of Monsters cũng khen ngợi cốt truyện và chủ đề của bộ phim, hơn nữa Black còn thấy rằng nó đủ sức sánh ngang với tác phẩm của họ cũng như vũ trụ điện ảnh Monsterverse của Legendary.
Nhà thiết kế trò chơi video Kojima Hideo đã tán dương bộ phim như sau: "Godzilla, nội dung, kỹ xảo, phần nhạc hiệu, sự xuất hiện của cô Hamabe cùng tràng pháo tay sau đó" là "chẳng có gì ngoài điểm cộng", đồng thời còn nói đùa rằng "kết quả là +120 điểm, vậy nên tôi sẽ thay đổi tựa đề". Tác giả bộ truyện One Piece, Oda Eiichiro cảm thấy tác phẩm rất "tuyệt vời" và đã cho anh nguồn cảm hứng để xem những phần phim khác của thương hiệu. Họa sĩ manga Akasaka Aka đánh giá tuyến truyện về con người "rất xuất sắc" rồi thừa nhận rằng anh đã bật khóc trong một vài phân cảnh. Nhà sản xuất truyền hình Nobuyuki Sakuma thì nhận xét Godzilla Minus One "vừa cũ vừa mới", đồng thời "sức mạnh của Godzilla đã khiến tôi nổi da gà rất nhiều lần". Trong khi đó, tay bass của ban nhạc alternative rock Bump of Chicken là Naoi Yoshifumi đã gọi đây là "một bộ phim thực sự tuyệt vời", nói thêm rằng "theo nhiều cách khác nhau, cơ thể tôi đã tê cứng sau khi xem xong tác phẩm". Nghệ sĩ hài Osada Shohei đã xem bộ phim đến tận ba lần, bày tỏ rằng nó "thật sự quá đỗi hấp dẫn".

### Hiệu suất phòng vé ở Hoa Kỳ
Một số nhà báo và nhà phân tích truyền thông Mỹ đã đánh giá rằng thành công về mặt thương mại lẫn chuyên môn của Godzilla Minus One ở Hoa Kỳ thậm chí còn vượt qua cả những bom tấn gần đây của Hollywood (đặc biệt là các phim siêu anh hùng), cũng như bàn về cách mà bộ phim mang lại hiệu ứng hình ảnh ấn tượng với người xem dù chỉ có kinh phí thấp hơn 15 triệu USD – một con số rất nhỏ đối với các phim ở Hollywood. Nhà phân tích cấp cao Paul Dergarabedian của Comscore cho rằng thành công của Godzilla Minus One chính là nhờ "tư duy đột phá hoặc có quan điểm độc nhất, hoặc không cố sao chép lại những gì thành công trước đó". Ông đã cho sánh bộ phim với những tác phẩm thành công tương tự ra mắt năm 2023 – chẳng hạn như Oppenheimer, Barbie và Sound of Freedom – vì chúng đều mang đến cho người xem những trải nghiệm mới mẻ, khác thường. Dergarabedian lập luận rằng khán giả không phải ngán ngẩm vì Godzilla hay những tác phẩm lấy đề tài hành động, mà thay vào đó là "những bộ phim dở như hạch". Trong khi đó, Saba Hamedy từ NBC News cho thấy Godzilla Minus One đã chứng minh việc các phim hành động sử dụng nhân vật "xào đi nấu lại" vẫn có thể gặt hái thành công.
Cây bút Sam Williamson của trang Collider chỉ ra rằng thành công vang dội của Godzilla Minus One chính là do ngân sách ít ỏi của tác phẩm. Anh cho biết luật lao động mà Nhật Bản đề ra đã khuyến khích các xưởng phim giữ chi phí thấp đến mức gây bất lợi cho dàn diễn viên cũng như đội ngũ làm phim. Bên cạnh đó, nam diễn viên người Nhật Furutachi Kanji cũng tuyên bố rằng quốc gia này thiếu đi những liên đoàn của diễn viên và nhà làm phim, khiến cho họ phải đối mặt với "môi trường làm việc tồi tệ suốt nhiều giờ liền cùng mức lương bèo bọt", từ đó dẫn đến tình trạng bóc lột sức lao động.

### Tranh cãi về kinh phí
— Yamazaki Takashi, MovieMaker
Kinh phí làm ra Godzilla Minus One là một trong những đề tài được bàn tán sôi nổi trên khắp các diễn đàn lẫn báo chí. Người ta cho rằng ngân sách của phim chiếm chưa đến 10% so với tác phẩm Godzilla trước đó là Godzilla đại chiến Kong (2021), do hãng Legendary của Mỹ sản xuất. Tuy nhiên, con số chính xác vẫn còn là một dấu hỏi lớn, đồng thời một số tuyên bố ước tính về chi phí thực hiện tác phẩm đã bị bác bỏ bởi đạo diễn Yamazaki Takashi.
Yamazaki cho biết kinh phí của Godzilla Minus One lớn hơn 1 tỷ yên (7 triệu USD), nhưng lại thấp hơn mốc 3 tỷ yên (20 triệu USD). Nhiều nguồn tin — trong đó có Variety, IGN, BBC, The Times, Slate và The Hollywood Reporter — đều tuyên bố rằng chi phí làm ra tác phẩm đạt khoảng 15 triệu USD (khoảng 2,2 tỉ yên Nhật), tuy nhiên đạo diễn Yamazaki đã phủ nhận thông tin này tại Tokyo Comic Con 2023 bằng cách tuyên bố rằng "Ước gì nó nhiều đến thế". Nhà phê bình phim Matsuzaki Makoto tuyên bố rằng số tiền đó "loanh quanh khoảng 2 tỷ yên" trong khi Motohiko Tokuriki từ Yahoo! Japan, Atsuo Nakayama của Nikkei xTREND và Hosoki Nobuhiro từ Eiga.com đều thống nhất ở con số 1,5 tỷ (10 triệu USD). Vào tháng 1 năm 2024, tờ Hindustan Times đưa tin rằng ngân sách tác phẩm là 10 triệu USD còn Vulture thì khẳng định chắc nịch "những báo cáo về kinh phí chính xác để làm ra Minus One là khác nhau, tuy nhiên nó lại nằm đâu đó trong khoảng 10 đến 15 triệu USD".

### Thành tựu
Godzilla Minus One đã mang về một đề cử ở hạng mục Hiệu ứng hình ảnh xuất sắc nhất tại Lễ trao Giải Oscar lần thứ 96, qua đó trở thành tác phẩm Godzilla đầu tiên vinh dự được xướng tên Giải Oscar, đồng thời cũng là ứng cử viên Nhật Bản đầu tiên lọt vào danh sách đề cử ở hạng mục đó. Tại Lễ trao giải của Hiệp hội phê bình phim Austin lần thứ 19, Godzilla Minus One đứng thứ sáu trong bảng xếp hạng Phim hay nhất năm, cũng như đem về tượng vàng cho Phim quốc tế xuất sắc nhất. Bên cạnh đó, phim cũng giật được ba đề cử Giải thưởng điện ảnh châu Á, bốn đề cử Giải Ruy băng Xanh (thắng ba giải, gồm Phim hay nhất, Nam diễn viên chính xuất sắc nhất cho Kamiki, và Nữ diễn viên phụ xuất sắc nhất cho Hamabe), bốn đề cử Giải thưởng phim Hochi (thắng giải Đạo diễn xuất sắc nhất cho Yamazaki), sáu đề cử Giải thưởng phim Hochi Mainichi (đoạt giải Chỉ đạo nghệ thuật xuất sắc nhất cho Kamijō Asato), cũng như bốn đề cử từ Hiệp hội phê bình phim Seattle, sau đó thành công đem về tượng vàng hạng mục Phim quốc tế xuất sắc nhất, Hiệu ứng hình ảnh xuất sắc nhất cho Yamazaki và Kiyoko Shibuya, cũng như Phản diện của năm cho Godzilla). Godzilla Minus One đã càn quét Giải Viện Hàn lâm Nhật Bản lần thứ 47 với 12 đề cử trong tay, bao gồm Phim của năm, Đạo diễn xuất sắc nhất, Kịch bản xuất sắc nhất, Nam diễn viên chính xuất sắc nhất và Nữ diễn viên chính xuất sắc nhất, trở thành tác phẩm được xướng tên nhiều nhất tại lễ trao giải năm đó.

## Phần hậu truyện tiềm năng
— Yamazaki Takashi, Hobby Japan
Đạo diễn Yamazaki Takashi xác nhận rằng vẫn chưa tổ chức bất kỳ cuộc thảo luận nào về việc xúc tiến phần tiếp theo, tuy nhiên ông lại bày tỏ mong muốn chỉ đạo tác phẩm ấy. Yamazaki cho hay nếu có cơ hội cầm trịch dự án Godzilla thứ hai, ông sẽ thực hiện một hậu truyện "tiếp nối về những nhân vật" cũng như cuộc sống của họ sau những sự kiện xảy ra trong Godzilla Minus One. Ở một vài cuộc thảo luận khác, vị đạo diễn có nhắc đến việc bộ phim tiếp theo sẽ xuất hiện một kaiju phản diện chiến đấu với Godzilla, đồng thời ngụ ý rằng tác phẩm ấy sẽ khám phá về lời nguyền mà Godzilla để lại trên nước Nhật, tương tự như Tatari-gami (Tà thần) trong Mononoke Hime (1997) của Hayao Miyazaki. Nữ diễn viên Hamabe Minami cũng cho biết bộ phim này có thể là phần mở đầu của một series mới, rồi dọa rằng "Nếu điều đó xảy ra thì tôi có thể sẽ là kẻ giẫm đạp và nghiền nát mọi người".
Khả năng về việc thực hiện phần phim tiếp theo đã được thảo luận ngay tại sự kiện giao lưu sau buổi công chiếu phiên bản đen trắng của Godzilla Minus One ở Tokyo vào ngày 12 tháng 1 năm 2024, với sự tham dự của một số diễn viên, trong khi đạo diễn Yamazaki thì góp mặt dưới hình thức trực tuyến từ xa do lúc đó ông đang ở Hoa Kỳ. Vị đạo diễn cũng bày tỏ mong muốn cho các nhân vật trong phim quay trở lại đại dương trong phần tiếp theo. Trong khi đó, nam diễn viên Yamada Yuki lại đề xuất ý tưởng cho nhân vật Noriko (thủ vai bởi Hamabe) trở thành chìa khóa để xác định vị trí của Godzilla, vì theo cách giải thích của anh thì cô ấy đang sở hữu những tế bào quái vật.
Nhà sản xuất Ichikawa Minami tin rằng Toho sẽ dành thời gian để thực hiện dự án Godzilla người đóng tiếp theo: "Những bộ phim hay đều cần đến chất lượng. Chúng tôi luôn muốn có những ý tưởng tuyệt vời, một kịch bản xuất sắc, một đạo diễn tài năng, cùng với đó là dàn diễn viên phù hợp, để có thể làm việc một cách tỉ mỉ và chăm chút nhất. Godzilla xứng đáng nhận được sự tận tâm ấy."